# لوكا بيركاسي
لوكا بيركاسي (بالإيطالية: Luca Percassi)‏ هو لاعب كرة قدم إيطالي في مركز الدفاع، ولد في 25 أغسطس 1980. لعب مع أتالانتا ونادي سبيزيا.